# Vlag van Una-Sana

Vlag van Una-Sana (ratio 1:2)

De vlag van Una-Sana (Bosnisch: Zastava Unsko-sanskog kantona) is een horizontale driekleur in de kleurencombinatie blauw-wit-groen met links van het midden het wapenschild van het kanton. De vlag is in gebruik genomen op 9 mei 2000.
Het wapenschild is wit en goud omrand en toont drie elementen op een blauwe achtergrond: drie gouden achtpuntige sterren, een fort en een blauwe rivier die door een groen landschap stroomt. De sterren verwijzen naar de drie volken die de grondwet van Bosnië en Herzegovina erkent en die in Una-Sana leven: de Serviërs, Kroaten en Bosniakken. Hun acht punten verwijzen naar de acht gemeenten die samen het kanton vormen en waar de volken gelijkwaardig (behoren te) zijn. Het fort is een traditioneel symbool van het gebied; het staat voor stabiliteit en traditie. De open poort in het fort symboliseert de openheid van het gebied voor de buitenwereld. De rivier onder in het wapenschild symboliseert de rivieren Una en Sana, die het landschap mede vormgeven en waarnaar het kanton vernoemd is.